# Iriaka Matiu Ratana
Pour les articles homonymes, voir Matiu.
Iriaka Matiu Ratana OBE, née Iriaka Te Rio le 25 février 1905 à Hiruharama et morte le 21 décembre 1981 à Wanganui, est une femme politique néo-zélandaise. Elle est la première femme maori à siéger à la Chambre des représentants, de 1949 à 1969.

## Biographie
Née dans l’iwi (tribu) Te Ati Haunui-a-Paparangi, Iriaka Te Rio se convertit à l'Église Ratana (Église chrétienne proprement maori) durant son adolescence, et accompagne Tahupotiki Wiremu Ratana, prophète et fondateur du mouvement, lors de son voyage en Europe et au Japon en 1924. L'année suivante elle devient son épouse, avec les encouragements de sa première épouse Te Urumanaao. Elle est appelée « petite mère » par les adeptes de l'Église, et devient petit à petit l'une des personnalités les plus influentes du mouvement. En 1939, peu après le décès de Wiremu Ratana, elle épouse son beau-fils Matiu Ratana, fils de Wiremu et de Te Urumanaao. Le couple établit une ferme de production laitière.
En 1945, Matiu Ratana est élu député travailliste à la Chambre des représentants, pour la circonscription de Maori-ouest, l'une des quatre circonscriptions réservées aux Maori. Son mari ayant également pris la responsabilité de présider l'Église, Iriaka se consacre à la gestion de la ferme. En 1949, Matiu Rata meurt dans un accident de voiture, un mois avant les élections législatives de novembre. Le Parti travailliste soutient la candidature d'Iriaka Ratana pour lui succéder. Celle-ci ne fait pas l'unanimité parmi les Maori de la circonscription. La très influente « princesse » Te Puea Herangi, notamment, s'oppose au nom des traditions à l'idée qu'une femme puisse représenter les tribus de la région au Parlement. Pour autant, et alors enceinte de huit mois, Iriaka Ratana est élue députée avec une majorité écrasante face à neuf autres candidats.
Première femme maori au Parlement, elle devient une figure respectée des deux bords. Éloquente, douce et aimable, elle porte à la Chambre les revendications sociales de ses électeurs : un meilleur accès à l'éducation et à la formation professionnelle pour les jeunes, au logement pour les personnes âgées, ainsi que pour les jeunes Maori qui dans l'après-guerre participent à un exode rural en quête d'emplois. Elle insiste en des termes poignants sur le chômage et la pauvreté de certains Maori. Elle parvient à faire développer les infrastructures nécessaires dans certaines zones rurales maori, et participe à la préparation de la loi Maori Vested Lands Administration Act de 1954, qui protège les terres ancestrales face aux spoliations. Parallèlement, elle s'investit auprès de la Maori Women’s Welfare League, organisation caritative féminine qui aide les Maori dans la pauvreté.
Un accident de voiture en 1959 lui inflige de graves blessures et séquelles à la tête et au torse. Pendant plus d'un an, elle est dans l'incapacité de travailler, et sa santé en reste affectée de manière permanente. Elle demeure néanmoins députée jusqu'en 1969. Favorable à une intégration sociale et économique des Maori dans la société blanche, mais aussi à la préservation de leurs coutumes, de leurs valeurs et de leur langue, elle s'oppose à la loi Maori Affairs Amendment Act adoptée par la majorité conservatrice en 1967, qui contraint les Maori à vendre leurs terres « inusitées », et qui stimule un large mouvement de protestation.
Après sept mandats de députée, elle ne se représente pas aux élections de 1969. Elle se consacre dès lors à sa ferme. En 1971 elle est faite officier de l'ordre de l'Empire britannique. Elle décède à l'hôpital à l'âge de 76 ans ; neuf de ses enfants lui survivent.